# Ammar Belhimer
Ammar Belhimer (en arabe : عمار بلحيمر), né le 4 mai 1955 à El Aouana, est un enseignant en droit public et journaliste algérien, devenu ministre de la Communication et porte-parole du gouvernement Djerad puis du gouvernement Benabderrahmane du 4 janvier 2020 au 11 novembre 2021.
Il est le fondateur de quatre journaux, et a une expérience d'éditorialiste et chroniqueur. 

## Biographie
Après une licence en droit public, à l'Université d’Alger en 1978, Ammar Belhimer poursuit ses études à l'Université René Descartes à Paris, où après un DEA obtenu en 1984 il devient Docteur en droit du développement en décembre 1997, avec une thèse intitulée « Analyse politique et juridique des stratégies de gestion de l’endettement extérieur algérien de 1986 à nos jours ».

### Journalisme
De 1975 à 1990, il est journaliste au sein du quotidien d’Etat El Moudjahid et l'un des fondateurs et animateurs du Mouvement des Journalistes algériens (1988-1990). En 1980, il est interdit d'activité pour 6 mois par le gouvernement algérien, pour avoir écrit un article rapportant la condamnation d'un capitaine de l'armée à une peine de prison pour corruption.
La loi Hamrouche de 1990 autorisant la création d'une presse privée, il fonde successivement plusieurs journaux :
- l’hebdomadaire La Semaine d’Algérie (avril 1991/février 1992) ;
- en avril 1992, il fonde le quotidien La Nation dont il est directeur et rédacteur en chef. La ligne éditoriale est de permettre une reprise du dialogue entre les principaux mouvements politiques du pays apparus lors des élections de 199, le FIS, le FFS et le FLN ; le terme de « terrorisme », appliqué habituellement à l'action du FIS, est remplacé par celui d'« action armée », traduisant une forme de dissidence par rapport à la politique gouvernementale. Lors de l'assassinat de Mohamed Boudiaf en juin de la même année, le journal titre « Une seule piste: la mafia politico-financière », gros-titre qui est repris par la presse internationale assurant la couverture de l'actualité des revues de presse algérienne. La Nation fait alors l'objet d'une interdiction « définitive » de publier, dans le cadre d'une politique de censure de la presse touchant deux autres quotidiens, Le Matin, interdit pour deux mois, et Al Djazaïr al Yawn, lui aussi interdit « définitivement ». Des journalistes indiquent que La Nation serait autorisée à reparaître, en échange d'un engagement à appuyer le gouvernement, mais en octobre, cinq des principaux rédacteurs, dont Ammar Belhinder, publient un communiqué dans un quotidien de grande diffusion,  où ils indiquent leur refus de participer au journal (ils doivent suivre de façon aveugle la ligne du gouvernement, dont les attaques anti-FIS le rende selon eux complices des terroristes et vont à l'encontre de la volonté de dialogue et de réconciliation proclamée. Ils dénoncent par ailleurs les pressions financières résultant du monopole de la répartition de la publicité par une agence d'État. Finalement, Ammar Belhimer compose quelques mois avec le pouvoir, jusqu'à son départ en août 1993[4].

Par la suite, il est :
- Fondateur et directeur de publication du quotidien Demain L’Algérie (1998-2000) ;
- Directeur de la communication publicitaire à l’ANEP, l'organisme d'État attribuant les recettes publicitaires à la presse[5] (2000-2002)[réf. souhaitée] ;
- Président Directeur-Génèral de la filiale Anep-Communication et Signalétique (2002-2003) ;
- auteur d’émissions spécialisées en matière de géopolitique et d’économie sur ENTV (1990/1994)[réf. souhaitée].

En 2003, il devient chroniqueur au Soir d’Algérie. Il est maître de conférences à la faculté de droit d’Alger, et directeur de la Revue Algérienne des Sciences Juridiques, Economiques et Politiques.
Il milite lors de conférences pour une plus grande liberté de la presse, et dénonce le « déficit démocratique » et la corruption, facteurs s'opposant à toute efficacité de réformes économiques de l'Algérie.

### Universitaire
Ammar Belhimer est professeur à la Faculté de droit de l’Université d’Alger 1 et habilité à diriger des recherches. Il est l'auteur de plusieurs ouvrages et articles.   

### Ministre de la communication
Le 4 janvier 2020, il est nommé ministre de la communication et porte-parole au sein du gouvernement Djerad. Sa nomination provoque un sentiment d'incompréhension et d'interrogation de la part d'un de ses anciens collègues journalistes réfugié en France.
Le 13 janvier, il fait l'éloge du Hirak, annonciateur de « la rupture avec le système totalitaire, qui perdure » et considère que « c’est pour préserver la nation que le Hirak a investi la rue et que sans lui, le pays serait peut-être effondré à l’heure qu’il est », raison pour laquelle « sa protection doit constituer une mission nationale ». Concernant la presse, il annonce des réformes, y compris constitutionnelles « axées sur l’indépendance et la liberté de la presse dans le cadre du respect de la vie privée, de l’éthique, de la déontologie et du rejet de l’injure et de la diffamation » et estime que « libérer la pratique journalistique de toute forme de censure et de monopole garantira les conditions propices à un exercice libre et responsable de la profession journalistique ».
Le 19 février, il réitère son éloge du Hirak ; il annonce comme mesures à venir un encadrement plus strict des télévisions et sites internet d'information algériens, et concernant la liberté de la presse, plaide pour « un système de responsabilité qui encadre l’exercice de cette liberté » en se focalisant sur le respect du « droit à l’image d’autrui, l’honneur et la vie privée des personnes ». Il indique n'envisager aucune mesure financière de soutien à la presse écrite, en grave crise, « fonds de soutien à la presse n’est plus alimenté depuis 2015 ».
Le 16 mars, il change de discours et affirme, à propos du Hirak, que « des ONG qui ont pignon sur rue à Genève ou à Londres, des résidus irréductibles de l’ex-FIS et des revanchards mafieux de l’ancien système travaillent d’arrache-pied […] pour propager les mots d’ordre de désobéissance civile, de troubles et de recours à la violence ». 
En avril, il justifie, à titre de précaution et dans l'attente d'une décision judiciaire, la suspension de deux médias électroniques, « Maghreb émergent » et « Radio M », déclarant : « son directeur est un journaliste qui a pratiqué le diffamation, calomnie, et l’insulte contre le personne de chef de l’État », tout en rappelant que, concernant les journalistes emprisonnés en Algérie, il n'est pas de son rôle en tant que ministre de la Communication d'interférer dans des affaires judiciaires dont il convient d'attendre « les résultats les enquêtes et la décision finale de tribunal pour connaître le contenu de l’affaire ». L'avant-veille, il avait justifié la décision par un recours de la radio à des capitaux étrangers, accusations qualifiées de diffamatoires par l'éditeur des deux sites.
En août 2020, il prend publiquement parti contre le journaliste Khaled Drareni, poursuivi après sa couverture de manifestations du Hirak pour « atteinte à l’unité nationale » et « incitation à attroupement non armé », en ajoutant aux charges retenues qu'il n'a pas fait de demande de carte de presse ni demandé d'accréditation pour être correspondant d'un média étranger, toutes choses qui, selon lui, ne seraient jamais tolérées par les pays des médias concernés,.
En septembre 2020, il déclare au journal arabophone El Likaa « Il n'y a pas de détenus d'opinion en Algérie » au sujet des détenus du Hirak,,.
La reprise des manifestations du Hirak au printemps 2021 entraîne le 13 avril 2021 la réaction suivante de Ammar Belhimer : « ce n’est un secret pour personne que certaines parties extérieures instrumentalisent ce pseudo Hirak, appelé nouveau Hirak, dans leur guerre contre l’Algérie (...). Ces parties recourent à des moyens malsains, en tentant notamment de tromper l’opinion publique et de falsifier les faits, mais ces méthodes ont été mises à nu » sans être plus précis.

## Publications

### Ouvrages
- La dette extérieure de l’Algérie : une analyse critique des politiques d’emprunts et d’ajustement, Casbah Éditions, Alger 1998, 391 pages.
- Histoire de la pensée économique, Éditions Juris-Com, Alger 2007.

### Articles juridiques et sur la presse
- « L’État, la communication et le droit », in Revue Algérienne des sciences juridiques, Administratives et politiques, Volume XLI, no 02/2003, p. 31 à 71.

- « La presse algérienne en quête de mythes », in La Pensée de Midi, Numéro printemps 2001[21].
- « Les pays en développement et la propriété intellectuelle », in Revue Algérienne des Sciences Juridiques, économiques et politiques, volume 41, no 02/2004
- « Transition de l’état gestionnaire à l’état régulateur en Algérie », Institut de droit d’expression et d’inspiration française, Congrès du Caire, sous la direction du professeur Raymond Barre, Éditions Bruylant, Bruxelles 1996.
- « L’Union du Maghreb Arabe », contribution au Congrès de l’institut de droit d’expression et d’inspiration française, Congrès de Rabat, sous la direction du professeur Raymond Barre, Éditions Bruylant, Bruxelles 1995.

### Articles économiques
- « Les marchés financiers et la mondialisation », en langue arabe, in Revue Algérienne des Sciences Juridiques, économiques et politiques, Nouvelle série, no 03/2007
- « Le financement compensatoire du Fonds monétaire international », Université René Descartes-Paris V.
- « Circuits de commercialisation et politique des prix en Algérie », Université René Descartes-Paris V
- « Perspectives de sortie de crise de l’Algérie », in les Cahiers de l’Orient, janvier 1996, numéro spécial sous la direction de Ammar Belhimer.
- « La reforme agraire en Algérie : bilan et perspectives », 1977, Éditions de l’Unité, Alger.
- « La crise financière dans le financement du développement : le cas algérien », en langue arabe, in Revue Algérienne des Sciences Juridiques, économiques et politiques, Nouvelle série, no 02/2007
- Le régime de la propriété foncière en Algérie, Les Programmes du CJB, Centre Jacques, http://178.32.218.203/289-les-collections-du-cjb/306-les-programmes-du-cjb.html?limitstart=12
- La propriété du capital en Algérie, Les Programmes du CJB, Centre Jacques Berques, http://178.32.218.203/289-les-collections-du-cjb/306-les-programmes-du-cjb.html?limitstart=9

### Articles sur la politique algérienne
- « Cadres techniques et cadres politiques en Algérie », Université René Descartes Paris ;
- « Les groupes armés de l’opposition islamique », in les Cahiers de l’Orient, Paris, 1995 ;
- « Le pluralisme politique, syndical et associatif », Fondation Friedrich Ebert, Alger[22] ;
- « Les politiques de réconciliation nationale », Fondation Friedrich Ebert, Alger[23].